# Merle Randall
Merle Randall, född 29 januari 1888, död 17 mars 1950, var en amerikansk fysikalisk kemist känd för sitt arbete inom fältet kemisk termodynamik med beräkning av fri energi hos föreningar tillsammans med Gilbert N. Lewis. Deras lärobok Thermodynamics and the Free Energy of Chemical Substances (1923) blev ett klassiskt verk inom den kemiska termodynamiken.
År 1932 författade Randall två avhandlingar tillsammans med Mikkel Frandsen: The Standard Electrode Potential of Iron and the Activity Coefficient of Ferrous Chloride och Determination of the Free Energy of Ferrous Hydroxide from Measurements of Electromotive Force. 
Randall avlade doktorsexamen vid Massachusetts Institute of Technology 1912 med avhandlingen “Studies in Free Energy”.